# Maria Jane Smith
Maria Jane Smith, född 22 augusti 1990 i Ausås församling i Ängelholms kommun, är en svensk låtskrivare och sångerska. Hon är halvsyster till Jay Smith.
År 2014 samarbetade Smith med Molly Sandén och var en av låtskrivarna till singeln "Freak" som sålde platina i Sverige och även vann kategorin "Årets svenska låt" på QX-Galan 2015.
Smith var/är sångerska i duon Smith & Thell som bland annat släppte låtarna "Statue (The Pills Song)" samt "Forgive me friend".  Den senare har (2024) över hundra miljoner spelningar på Spotify. Duon splittrades i augusti 2024. Dock har dom själva yttrat i intervjuer att gruppen inte är splittrad utan tar en paus, då dom, trots allt spelat ihop i över halva sina liv.
Hösten 2024 debuterade hon som soloartist med singlarna Adrian, Hösten & Dandelion Kids.
Smith är bosatt i Stockholm och var tidigare sambo med Victor Thell.

## Discografi

### Singlar
- 2022 – Sommaren, med Joakim Berg
- 2024 – Adrian
- 2024 – Hösten, med Joakim Berg
- 2024 – Dandelion Kids

### Låtsamarbeten
- 2014 – Molly Sandén – Freak
- 2014 – Smith & Thell – Hippie Van
- 2014 – Isac Elliot – Parashoot
- 2014 – Isac Elliot – Engine
- 2014 – Galavant – World Of Dreams
- 2015 – Samir & Viktor – Groupie (5x platina)
- 2015 – Smith & Thell – Statue (1x gold)
- 2015 – Molly Sandén – Phoenix (1x gold)
- 2015 – Molly Sandén – Like No Ones Watching (1x platina)
- 2016 – Molly Sandén – Satelite (1x gold)
- 2016 – Smith & Thell – Row
- 2016 – Oscar Zia – Human (x2 Platina)
- 2016 – Tungevaag & Raaban – Magical (1x platina)
- 2017 – Don Diablo – Save A Little Love
- 2017 – Molly Sandén – Rygg Mot Rygg
- 2017 – Smith & Thell – Soulprints (Debutalbum)
- 2018 - Smith & Thell - Forgive me friend
- 2019 - Smith & Thell - Hotel walls